# Le Linceul qui rend fou
Le Linceul qui rend fou est le 8e épisode de la saison 2 de la série télévisée Angel. Dans cet épisode, Angel et Gunn veulent aider le cousin de Gunn qui a accepté de conduire une voiture lors du cambriolage d'un musée. Angel prend la place du vampire qui doit participer à ce vol, tandis que Gunn se fait passer pour son cousin.

## Synopsis
L'épisode commence au commissariat où deux inspecteurs interrogent un témoin qui se révèle être Wesley. Après des explications confuses, on voit Angel la bouche pleine de sang, un cadavre à ses pieds.
Un peu plus tôt, Angel et Gunn interrogent Lester, un cousin de Gunn, qui est censé faire un casse dans un musée pour un groupe de démons. Angel décide de prendre la place d'un vampire censé faire le casse et demande à Gunn de ne pas s'en mêler. Peu après, il rencontre Kate Lockley dans l'appartement de Darla, et elle lui fait comprendre qu'elle le considère comme un danger. Il rejoint la bande (deux démons, Menlo et Vyasa, et un humain, Bob) et Gunn arrive, se faisant passer pour son cousin. Pendant ce temps, Wesley et Cordelia comprennent que l'objet désiré par les démons est un linceul démoniaque qui fait perdre la raison aux gens qui l'approchent. Effectivement, Bob est tué par Vyasa peu après le début du casse, alors qu'Angel et Gunn manquent de se tuer l'un l'autre. Wesley et Cordelia arrivent au musée et commencent aussitôt à être affectés par les effets du linceul. Wesley réussit néanmoins à prévenir Angel du danger que représente le linceul. Le cambriolage est interrompu par Kate qui a eu vent du casse et Angel mord Kate, ce qui est la vision du début de l'épisode. La police retrouve le corps de Kate avec Wesley seul à ses pieds. Revenus au repaire, les quatre membres restants se battent pour le linceul. Les deux démons sont tués, et Angel, ayant recouvré temporairement ses esprits, détruit le linceul.
Plus tard au commissariat, suite du début de l'épisode, Kate interrompt l'interrogatoire pour faire libérer Wesley. Angel ne l'a en fait mordue que pour faire croire qu'elle était morte et la sauver. De son côté, Angel repense à ce qu'il a fait pour la première fois depuis longtemps et qui lui a visiblement procuré du plaisir, boire du sang sur un humain, ce qui inquiète ses collaborateurs.

## Statut particulier
Noel Murray, du site The A.V. Club, estime que c'est « une idée formidable sur le papier qui n'est pas à la hauteur dans son exécution » car, malgré un début palpitant et un final effrayant, « la rivalité entre Angel et Gunn devient de plus en plus agaçante à mesure que l'épisode avance » et l'intervention de Wesley et Cordelia se révèle « plus ridicule qu'amusante ». Ryan Bovay, du site Critically Touched, qui lui donne la note de B, évoque un épisode « intéressant » et très réussi sur le plan esthétique qui apporte son lot de « dialogues de qualité » et de « moments surprenants et même troublants », ses principaux défauts étant la nature du linceul qui « n'est jamais expliquée en profondeur » et les scènes d'introduction et de conclusion de l'interrogatoire de Wesley « ringardes et absolument pas nécessaires ».

## Distribution

### Acteurs crédités au générique
- David Boreanaz : Angel
- Charisma Carpenter : Cordelia Chase
- Alexis Denisof : Wesley Wyndam-Pryce
- J. August Richards : Charles Gunn

### Acteurs crédités en début d'épisode
- Elisabeth Röhm : Kate Lockley
- W. Earl Brown (VF : Marc Alfos) : Menlo
- Dwayne L. Barnes : Lester
- R. Emery Bright : l'inspecteur Turlock
- Tom Kiesche : l'inspecteur Broomfield
- Tony Todd (VF : Sylvain Lemarié) : Vyasa